# Ixora asme
Ixora asme är en måreväxtart som beskrevs av André Guillaumin. Ixora asme ingår i släktet Ixora och familjen måreväxter. Inga underarter finns listade i Catalogue of Life.